# Egas Cacintura
Egas dos Santos Cacintura (Moçâmedes, 29 ottobre 1997) è un calciatore angolano, attaccante della Dinamo Machačkala.

## Caratteristiche tecniche
È un'ala destra.

## Carriera
Dopo aver iniziato a giocare a futsal, nel 2021 sceglie di passare a calcio ad 11 e firma il suo primo contratto professionistico con l'Ufa; debutta in Prem'er-Liga il 26 luglio in occasione dell'incontro perso 1-0 contro il CSKA Mosca.

## Statistiche
Statistiche aggiornate al 14 agosto 2021.

### Presenze e reti nei club
| Stagione        | Squadra         | Campionato      | Campionato | Campionato | Coppe nazionali | Coppe nazionali | Coppe nazionali | Coppe continentali | Coppe continentali | Coppe continentali | Altre coppe | Altre coppe | Altre coppe | Totale | Totale | Totale |
| Stagione        | Squadra         | Comp            | Pres       | Reti       | Comp            | Pres            | Reti            | Comp               | Pres               | Reti               | Comp        | Pres        | Reti        | Pres   | Reti   |        |
| --------------- | --------------- | --------------- | ---------- | ---------- | --------------- | --------------- | --------------- | ------------------ | ------------------ | ------------------ | ----------- | ----------- | ----------- | ------ | ------ | ------ |
| 2021-2022       | Ufa             | PL              | 4          | 0          | CR              | 0               | 0               |                    | -                  | -                  |             | -           | -           | 4      | 0      |        |
| Totale carriera | Totale carriera | Totale carriera | 4          | 0          |                 | 0               | 0               |                    | -                  | -                  |             | -           | -           | 4      | 0      |        |